# Phymatodes testaceus
Phymatodes testaceus је врста инсекта из реда тврдокрилаца (Coleoptera) и породице стрижибуба. Сврстана је у потпородицу Cerambycinae.

## Распрострањеност
Врста је распрострањена на подручју Европе, медитерана, Кавказа, Ирана и Северне Африке. У Србији је честа и широко распрострањена врста.

## Опис
Глава и пронотум су жуте боје, браонкастожуте или плавичастоцрне са металним одсјајем. Покрилца су жућкастонаранџаста, браонкастожута или плавичастоцрна се металним одсјајем. Ноге и антене су жућкастобраон боје. Први чланак задњих тарзуса очито је дужи од другог и трећег заједно. Антене су средње дужине до дуге. Дужина тела је од 6 до 18 mm.

## Биологија
Животни циклус траје од годину до две године. Ларве се развијају у мртвим, тањим стаблима и гранама. Адулти су активни од маја до августа и срећу се на биљци домаћину. Активни су у сумрак и током ноћи, а преко дана се крију. Као домаћини јављају се различите врсте листопадног дрвећа (буква, храст, граб, брест, питоми кестен, леска и разне воћке.).

## Галерија
- Различита обојеност тела

## Статус заштите
Phymatodes testaceus се налази на Европској црвеној листи сапроксилних тврдокрилаца.

## Синоними
- Cerambyx testaceus Linnaeus, 1758
- Leptura testacea (Linnaeus, 1758)
- Callidium testaceum (Linnaeus, 1758)